# Arròs a banda
L'arròs a banda, in valenzano, o arroz a banda, in spagnolo (letteralemente riso a parte) è un piatto di riso della cucina spagnola. È tipico della zona costiera della Provincia di Alicante, nella Comunità Valenzana. La sua popolarità si estende però nel resto Levante spagnolo, dalla Regione di Murcia, fino alla comarca del Garraf, in provincia di Barcellona (Catalogna). 
Si tratta di un piatto proprio della tradizione dei pescatori, che preparavano un brodo o fondo di piccoli pesci di scarso valore estratti dalle reti, con molte spine, poca polpa e forte sapore (definiti morralla), peperoni e salsa aioli. 
Con il brodo si cucina prima un riso separato (a banda) dal pescato e un altro giorno si cucina un brasato con quel brodo nel quale galleggiano aioli, patate e pescato sminuzzato. Viene chiamato caldero in alcuni luoghi come Tabarca, Santa Pola, Torrevieja, Guardamar del Sicura o Ibiza. È abitudine che questo riso si serva con un condimento denominato salmorreta.

## Preparazione

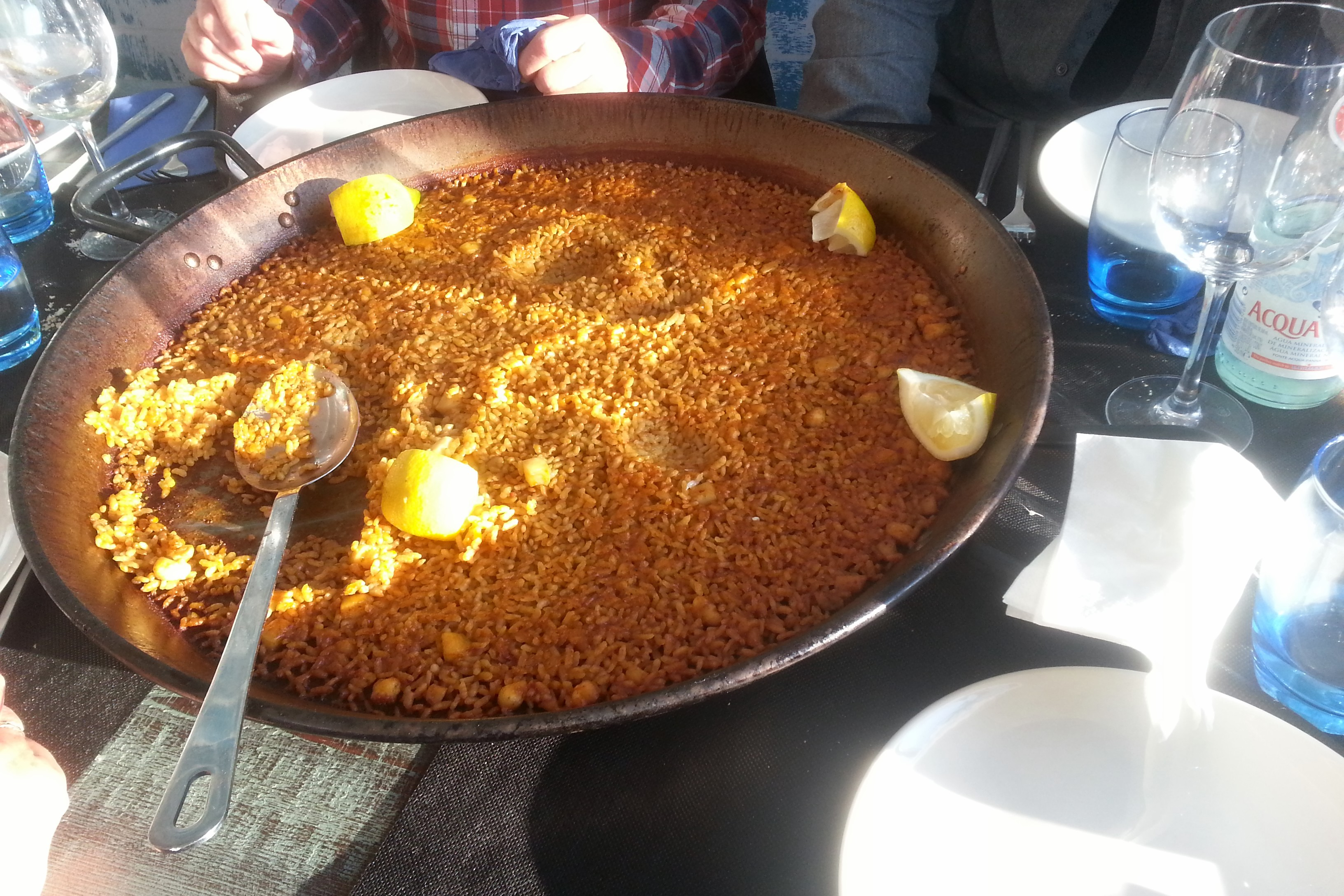
Arròs a banda a Dènia

Essenzialmente la ricetta consisteva nel cuocere il riso in un brodo di pescato economico che sul mercato aveva scarso valore e costituiva il sostentamento dei pescatori poveri che riservavano le specie più pregiate alla vendita. Poco a poco sono state elaborate tipologie di brodo di frutti di mare e di pesci più pregiati.
Inizialmente nel brodo di pesce con un soffritto di aglio e peperoni si cuociono le patate e, dopo che sono cotte, si servono in un piatto da minestra. Questo brasato si serve accompagnato dell'aioli o ajoaceite (messi da parte o in una salsiera). Successivamente si impiega il resto del fondo di pesce al quale era stato aggiunto il soffritto, si cucina il riso nella padella larga utilizzata comunemente per la paella senza aggiungere nient'altro. Questo riso si mangia separatamente dal pesce, arròs a banda, appunto. In questo modo i pescatori ottenevano due piatti dagli stessi ingredienti. L'aioli veniva aggiunto per fornire ulteriori calorie.
Un piatto simile è l'arròs del senyoret (letteralmente riso del signorino), che è sempre fatto con il brodo di pesce ma contiene gamberi e frutti di mare sgusciati, cernia o calamaro a pezzi. Da notare che, nella regione di Murcia, il riso del senyoret si chiama comunemente "arroz a banda" e si mangia direttamente senza dovere pelare i tranci; mentre l'arròs a banda qui descritto, viene indicato come caldero, caldero cartagenero o caldero del Mar Menor.